# Koder

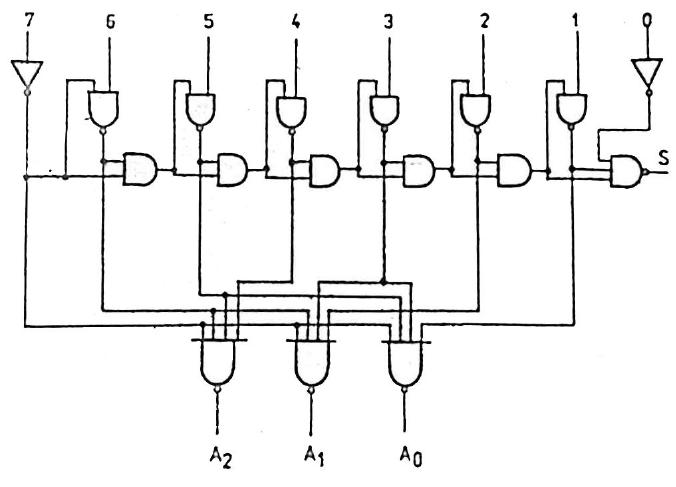
Koder priorytetowy

Koder należy do klasy układów kombinacyjnych. Jest to układ posiadający n wejść oraz k=log2n wyjść (czyli n = 2k).
Jego działanie polega na zamianie kodu „1 z n” na naturalny kod binarny o długości k, czyli służy on do przedstawiania informacji tylko jednego aktywnego wejścia na postać binarną. Ponieważ istnieje fizyczna możliwość aktywacji więcej niż jednego wejścia, musi istnieć możliwość uznania tylko jednego z nich np. poprzez ustalenie priorytetów wejść.
Jeśli na wejście strobujące (blokujące) S (ang. strobe) kodera podane zostanie logiczne zero, to wyjścia ki przyjmują określony stan logiczny (zwykle również zero), niezależny od stanu wejść n. Stosuje się to np. do przekształcania danych z zapisu analogowego na cyfrowy.
Koder priorytetowy – jest to układ kombinacyjny, w którym kodem wejściowym jest kod „x z n” oraz posiada ustalone priorytety poszczególnych wejść.